# Apama (mãe de Nicomedes II da Bitínia)
Apama foi a mãe de Nicomedes II, rei da Bitínia. Possivelmente ela era filha de Filipe V da Macedónia e irmã de Perseu da Macedónia.
Seu nome foi encontrado em uma inscrição feita na Ásia Menor e encontrada no Pireu, como a mãe de Nicomedes.[carece de fontes?]
Historiadores modernos  a identificam com a irmã de Perseu da Macedónia; Perseu casou sua irmã com Prúsias II, da Bitínia, a pedido de Prúsias, para formar uma aliança, na mesma época que Perseu se casava com a filha de Seleuco. Prúsias, chamado de "o caçador", apesar de casado com uma irmã de Perseu, não participou da guerra entre Perseu e a República Romana, e, quando a guerra acabou, apresentou-se aos romanos vestido como um liberto, e conseguiu o perdão de Roma.